# Верагуас
 Тази статия е за провинцията в Панама.  За острова вижте Верагуас (остров).  
Верагуас (на испански: Veraguas) е една от 10-те провинции на централноамериканската държава Панама. Площта ѝ е 10 588 квадратни километра и има население от 248 325 души (по изчисления за юли 2020 г.). Верагуас е единствената панамска провинция, която има брегова линия едновременно на Тихия океан и на Карибско море. Тихоокеанската страна на провинцията е по-заселена за разлика от карибската част.